# Langues munda
Les langues munda ou mounda sont un ensemble de langues austroasiatiques parlées en Inde et au Bangladesh. Le mundari et le kolh sont les langues les plus connues appartenant à ce groupe. Les langues munda sont parlées par environ 9 000 000 de personnes dans le centre et le centre-est de l'Inde.
L'origine des langues munda n'a pas encore été clairement établie. Une hypothèse est qu'elles seraient les langues des autochtones de l'est de l'Inde.
La plupart des linguistes considèrent les langues munda comme une des deux branches de la famille des langues austroasiatiques, l'autre étant celle des langues môn-khmer. Il est d'ailleurs remarquable que le nom des chiffres en langues munda présente un haut degré de similitude avec le nom des chiffres en vietnamien, la plus orientale des langues austroasiatiques, donc à l'opposé géographique des langues munda.
Des éléments des langues munda ont influencé certaines autres langues indiennes telles que le sanskrit et les langues dravidiennes. Certains linguistes séparent les langues munda en deux groupes : les langues munda du nord (parlées dans le plateau du Chota Nâgpur du Jharkhand, au Bengale, et à Orissa) dont le korku, le santali, le mundari, le bhumij, et le ho ; et les langues munda du sud (parlées dans l'Orissa central et le long de la frontière de l'Andhra Pradesh et de l'Orissa). Cette dernière est elle-même subdivisée en munda central, groupe incluant le kharia (en) et le juang (en) et en munda koraput, regroupant le gutob (en), le remo (en), le sora, le juray (en), et le gorum. Cette classification est controversée.
Le munda du nord (dont le santali est le plus représenté) est le groupe le plus important des deux puisqu'il est parlé par près de 90 % des locuteurs munda. Après le santali, le mundari et le ho sont les langues les plus pratiquées, suivies du korku et du sora. Les autres langues munda sont parlées par des groupes peu nombreux et isolés, et sont mal connues.
Les langues munda comportent trois nombres (singulier, duel, pluriel), deux genres (animé et inanimé) et l'emploi de suffixes et d'auxiliaires pour indiquer le temps des verbes. L'enchaînement de consonnes est rare dans les langues munda, sauf au milieu d'un mot. Sauf en korku, où il existe un accent de hauteur, l'accent est prédictible dans les langues munda.

## Extension historique

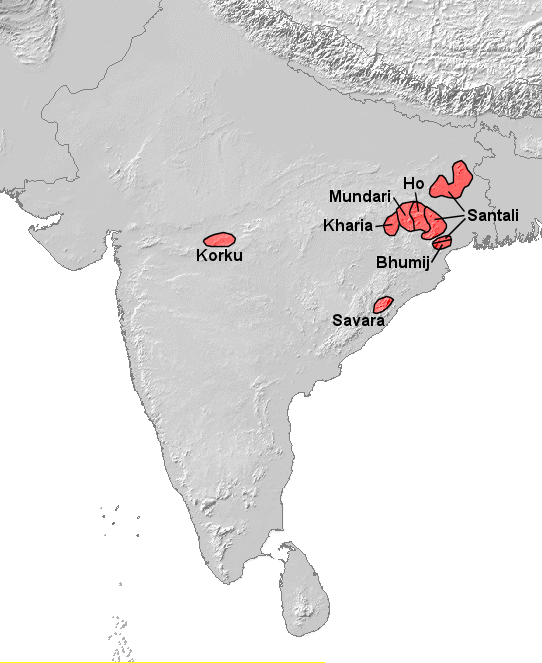
Répartition des langues munda en Inde

Il ne fait guère de doute que les langues munda furent parlées autrefois sur une aire beaucoup plus étendue en Inde centrale et dans la vallée du Gange avant d'être remplacées par des langues indo-iraniennes.

## Classification
Le débat se poursuit encore quant aux liens entre les différents rameaux des langues munda.

### Diffloth (1974)
On cite largement la classification bipartie de Diffloth (1974) :
- Munda du Nord :
  - Korku,
  - Groupe kherwarien :
    - Sous-groupe kherwari : agariya (en), bijori (en), koraku (en);
    - Sous-groupe mundari : mundari, bhumij, assuri (en), koda, ho, birhor (en);
    - Sous-groupe santhali : santhali, mahali, turi (en),
- Munda du Sud :
  - Groupe kharia–juang : kharia (en), juang (en),
  - Munda de Koraput :
    - Sous-groupe remo : gata (en) (ou gta), bondo (en) (ou remo), bodo gadaba (ou gutob);
    - Sous-groupe savara (ou sora–juray–gorum] : parengi (ou gorum), sora (ou savara), juray (en), lodhi (en).

### Diffloth (2005)
Diffloth (2005) maintient le koraput (rejeté par Anderson, voir ci-dessous), mais non le munda du Sud. Il place alors le kharia–juang dans le rameau Nord :
|  | Remo   |
|  |        |
|  | Savara |
|  |        |

|                 | Kharia–juang                                         |
|                 |                                                      |
| Munda du; North | \| \| Korku \| \| \| \| \| \| Kherwarien \| \| \| \| |
|                 | \| \| Korku \| \| \| \| \| \| Kherwarien \| \| \| \| |
|                 | Korku                                                |
|                 |                                                      |
|                 | Kherwarien                                           |
|                 |                                                      |

|  | Korku      |
|  |            |
|  | Kherwarien |
|  |            |

|  | Remo   |
|  |        |
|  | Savara |
|  |        |

|                 | Kharia–juang                                         |
|                 |                                                      |
| Munda du; North | \| \| Korku \| \| \| \| \| \| Kherwarien \| \| \| \| |
|                 | \| \| Korku \| \| \| \| \| \| Kherwarien \| \| \| \| |
|                 | Korku                                                |
|                 |                                                      |
|                 | Kherwarien                                           |
|                 |                                                      |

|  | Korku      |
|  |            |
|  | Kherwarien |
|  |            |

### Anderson (1999)
La proposition de Gregory Anderson (en) en 1999 est la suivante. Les langues individuelles sont en italiques :
- Munda du Nord (2 groupes) :
  - Korku
  - Kherwarien :
    - Santhali
    - Mundari
- Munda du Sud (3 groupes) :
  - Kharia–juang :
    - Juang
    - Kharia

  - Sora–gorum :
    - Sora
    - Gorum

  - Gutob–Remo–Gtaʔ :
    - Gutob–remo :
      - Gutob
      - Remo

    - Gtaʔ :
      - Gtaʔ des Plaines
      - Gtaʔ des Montagnes

Toutefois, en 2001, Anderson a détaché le juang et le kharia du groupe juang-kharia et a sorti le gtaʔ du groupe gutob–remo–gtaʔ. Sa proposition de 2001 donne donc 5 groupes au munda du Sud.

### Anderson (2001)
Anderson (2001) suit Diffloth (1974), sauf pour le rejet de la validité du koraput. A la place, il propose, sur la base de comparaisons morphologiques, qu'un proto-munda du Sud s'est directement divisé dans les 3 groupes de Diffloth, à savoir le kharia–juang, le sora–gorum (savara) et le gutob–remo–gta' (remo).
Son rameau munda du Sud comprend les 5 groupes suivants, tandis que son rameau munda du Nord est le même que ceux de Diffloth (1974) et Anderson (1999).

« Sora–gorum   Juang ↔ Kharia ↔ Gutob–remo ↔ Gtaʔ »

- Note: « ↔ » = partage certains isoglosses innovatifs (structuraux, lexicaux). En linguistique austronésienne et papoue, Malcolm Ross a nommé ceci un « linkage ».

## Codes
- Code de langue IETF : mun